# Runenkreuz in der Ballaugh Old Church
Das Runenkreuz in der Ballaugh Old Church (Manx No. 106 – im Volksmund als  „Olaf Liotulfsons Cross-Slab“  bekannt) ließ Olaf Liotulfson im 11. Jahrhundert für seinen Sohn Ulf vom Runenmeister Gaut auf der Isle of Man machen.
Die Kreuzplatte stand einst auf einem Hügel in der Nähe des Friedhofs, an der Cronk Road, südlich von Crawyn im Norden der Insel. Sie wurde neben die ehemalige Kirche auf den Friedhof verlegt, die östlich der heutigen lag, und um 1890 in die Saint-Mary’s-Kirche verlegt. Die Position des Hügels ist unbekannt, es ist jedoch wahrscheinlich, dass es sich um den Ort der Bestattung jenes Ulf handelt, für den das das Kreuz errichtet wurde.
Die Platte hat einen Radkopf, dessen obere Seite abgeschnitten ist. Der Fuß der Platte wurde beschnitten, um einen Zapfen zu schaffen, der in eine Steinfassung passte. Es gibt Aufzeichnungen über einen Sockelstein, dessen Verbleib jedoch unbekannt ist.
Die Vorderseite zeigt ein Tatzenkreuz ohne Ring. Der Kopf zeigt vier ineinandergreifende Bänder, die in jedem Arm in Triquetra-Knoten enden. Der Schaft ist mit Rankenmustern gefüllt. Links vom Schaft ist ein Mäandermuster. Der Raum rechts ist mit Ringketten gefüllt. Ein Dreierzopf, der in Knoten endet, umgibt den Kopf des Kreuzes.
Die Rückseite zeigt ein ähnliches Kreuz, aber die Arme sind durch einen breiten Kreisring verbunden. Der Kreuzkopf ist ähnlich wie auf der anderen Seite ausgearbeitet, aber hier enden die Bänder in einem verschlungenen Schnallendesign. Der Schaft zeigt eine Anpassung dieser Schnallen und Ringe. Das Feld rechts vom Schaft ist mit einem Viererzopf versehen. Die Tafel auf der linken Seite trägt die Runeninschrift, die übersetzt: „Olaf Liotulfson hat dieses Kreuz zum Gedenken an Ulf, seinen Sohn, errichtet.“ Das altnordische Namenselement „Liot“ ist das gleiche Wort wie beim heutigen Nachnamen Corlett.
Die beiden Seiten des Kreuzes zeigen die Muster vieler Manx-Kreuze, in einer insularen Form des Borre-Stil, der um 900 n. Chr. als Ring-Ketten-Motiv auf den dortigen Cross Slabs erscheint. Hier mit fünf verschiedene Motiven von Gauts Flechtwerk. Basierend auf dem Dekorationsstil stammt das Kreuz aus den Jahren 950–1000 n. Chr.